# Gurtbogen

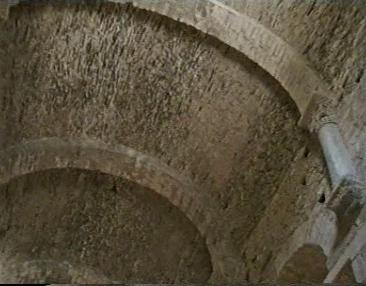
Gurtbögen unter einem Tonnengewölbe

Ein Gurtbogen ist in der Architektur ein quer zur Längsachse eines Gewölbes verlaufender konstruktiver oder gliedernder Bogen. Er kommt hauptsächlich beim Tonnengewölbe und beim Kreuzgewölbe vor und kann sichtbar an der Gewölbelaibung (Untergurt) oder am Gewölberücken (Obergurt) vortreten.

## Beschreibung
Der Gurtbogen ruht oft auf Wandvorlagen wie Wandpfeilern, Halbsäulen und anderen und diente ursprünglich zur Stützung und Gliederung des Tonnengewölbes. Ab dem 10. Jahrhundert waren die ersten Versuche unternommen worden, Kirchen in dieser Weise einzuwölben. In späterer Zeit überwog die Funktion der Gurtbögen als optisches Gliederungselement. Durch sie werden die Gewölbe in einzelne Joche unterteilt.
Ein besonderes Wiederaufleben erfuhren Gurtbögen in der Barockzeit bei der Gestaltung kurvierter Innenräume und Gewölbe.
Wird das Gewölbe durch Gurtbögen quer unterteilt oder auch abgeschlossen, handelt es sich um einen Schildbogen.

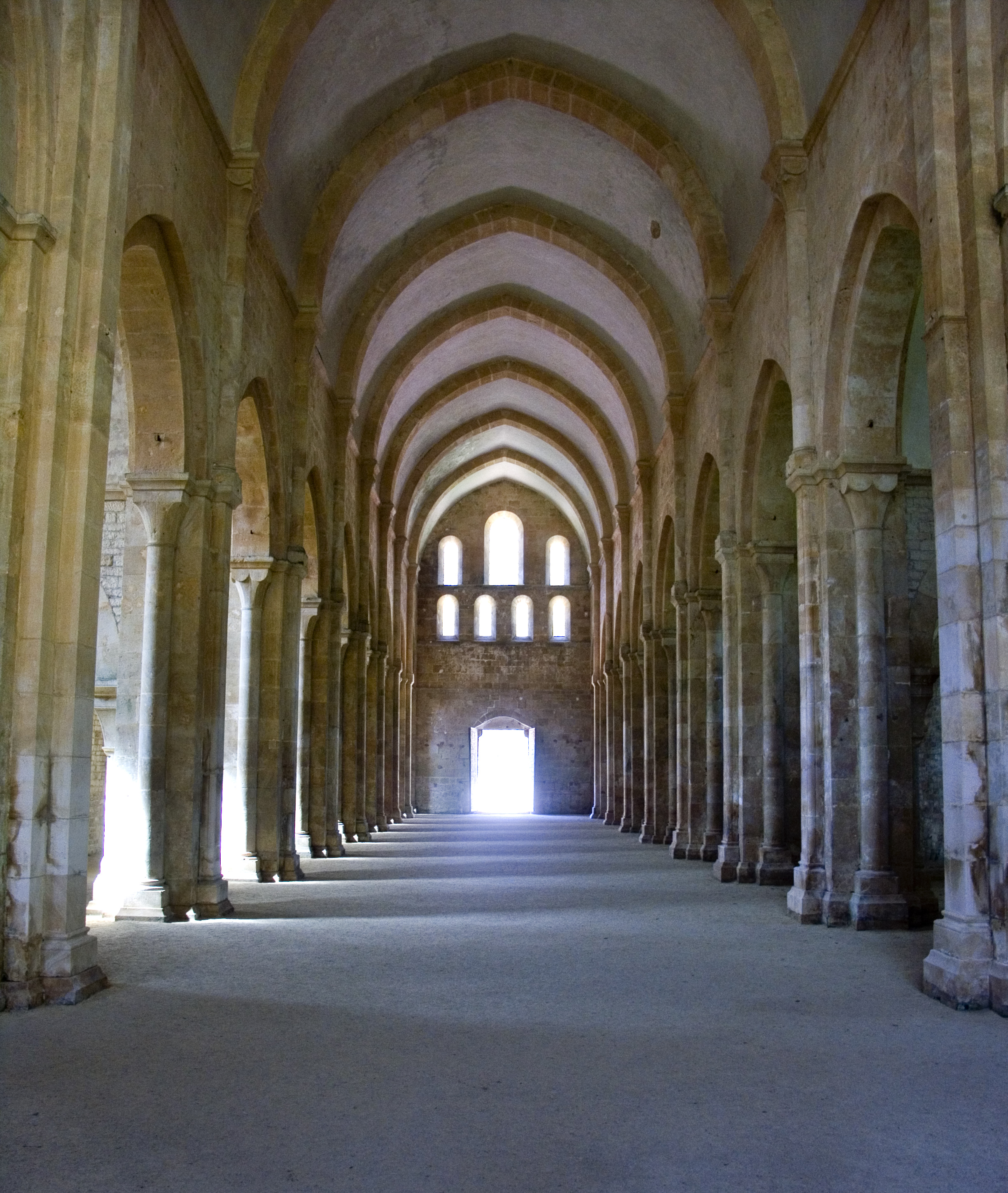
Spitztonnengewölbe mit Gurtbögen
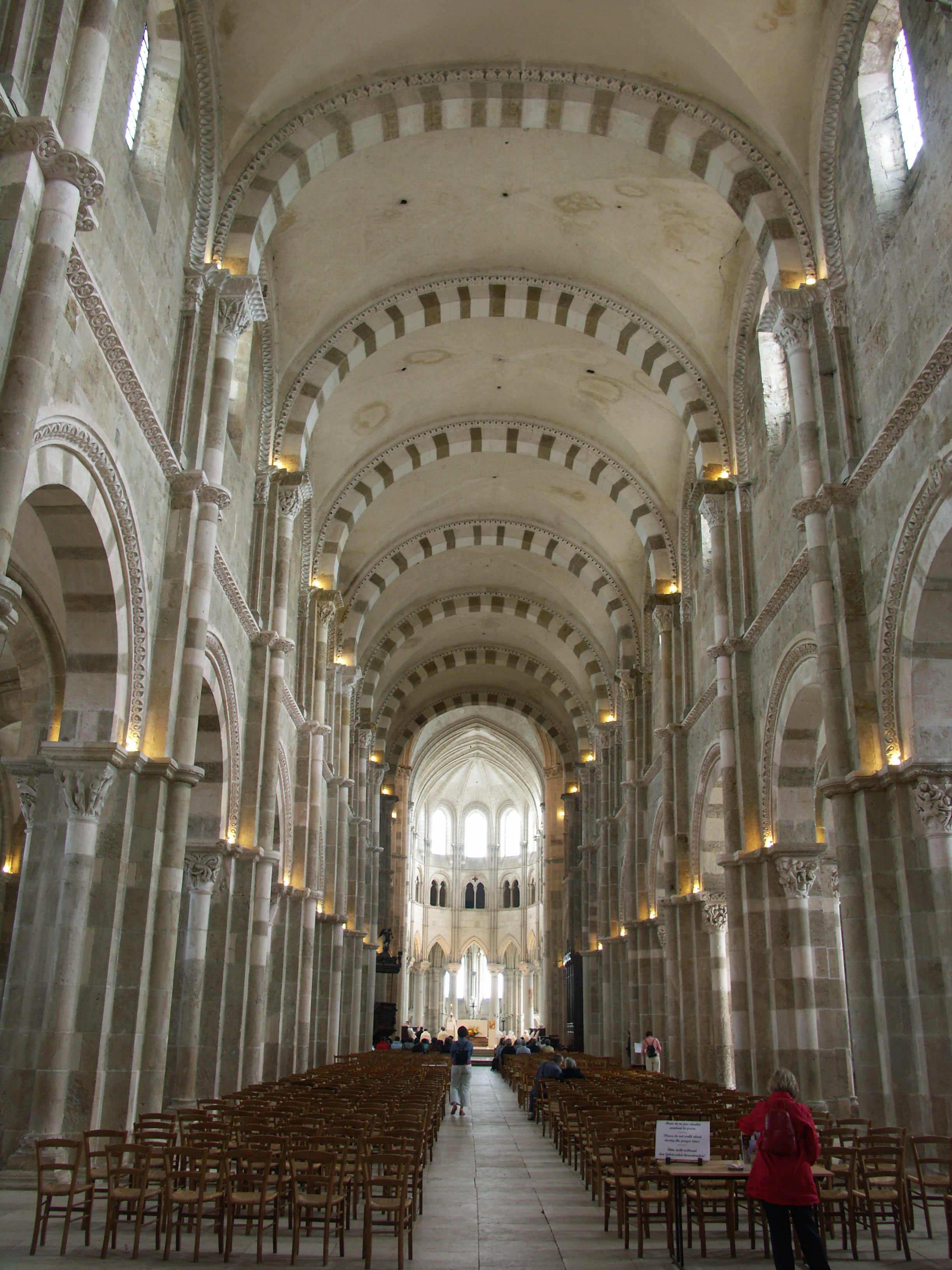
Kreuzgratgewölbe mit Gurtbögen
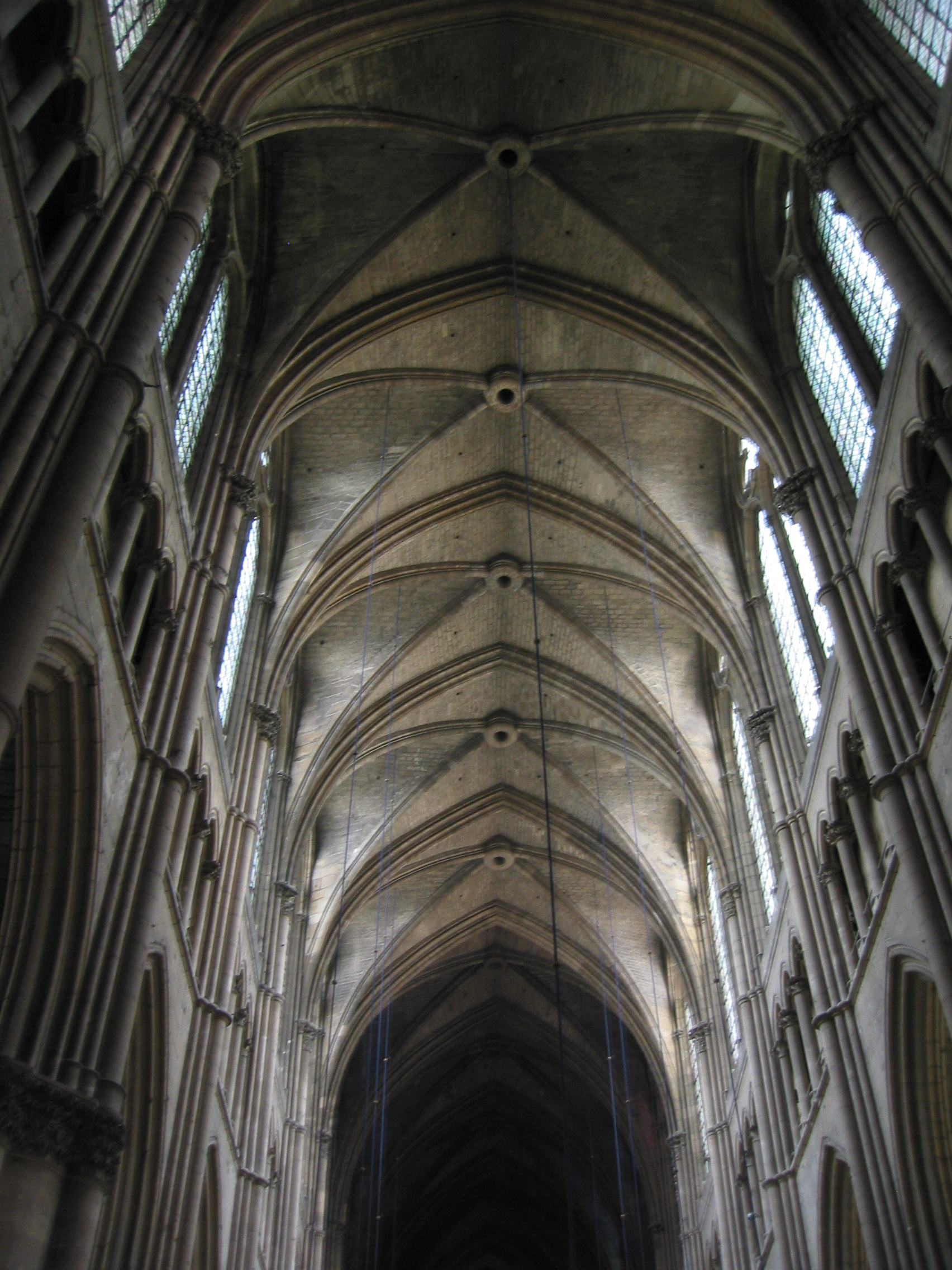
Kreuzrippengewölbe mit Gurtbögen
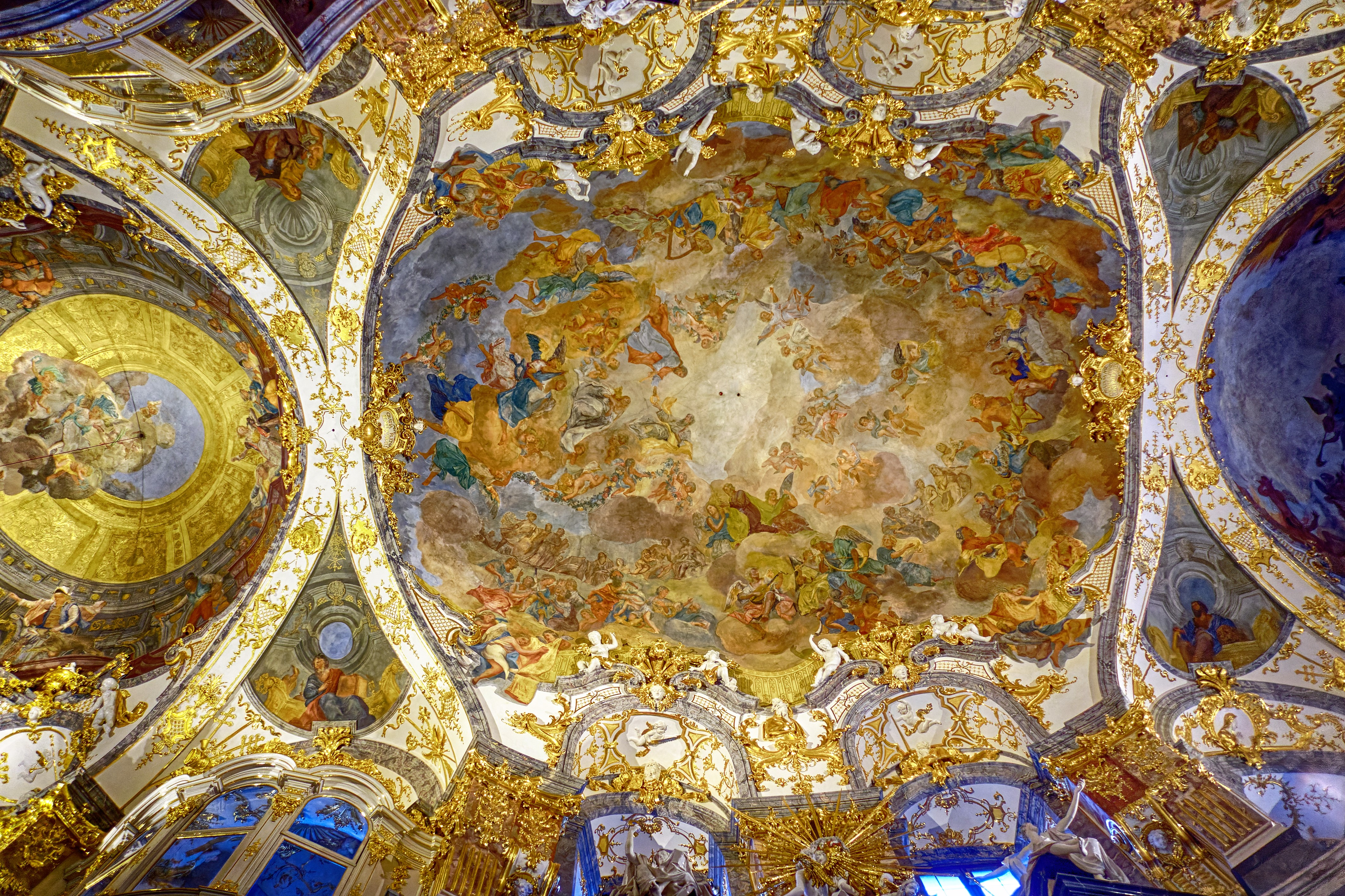
Barockgewölbe mit kurvierten Gurtbögen (Hofkirche der Würzburger Residenz)
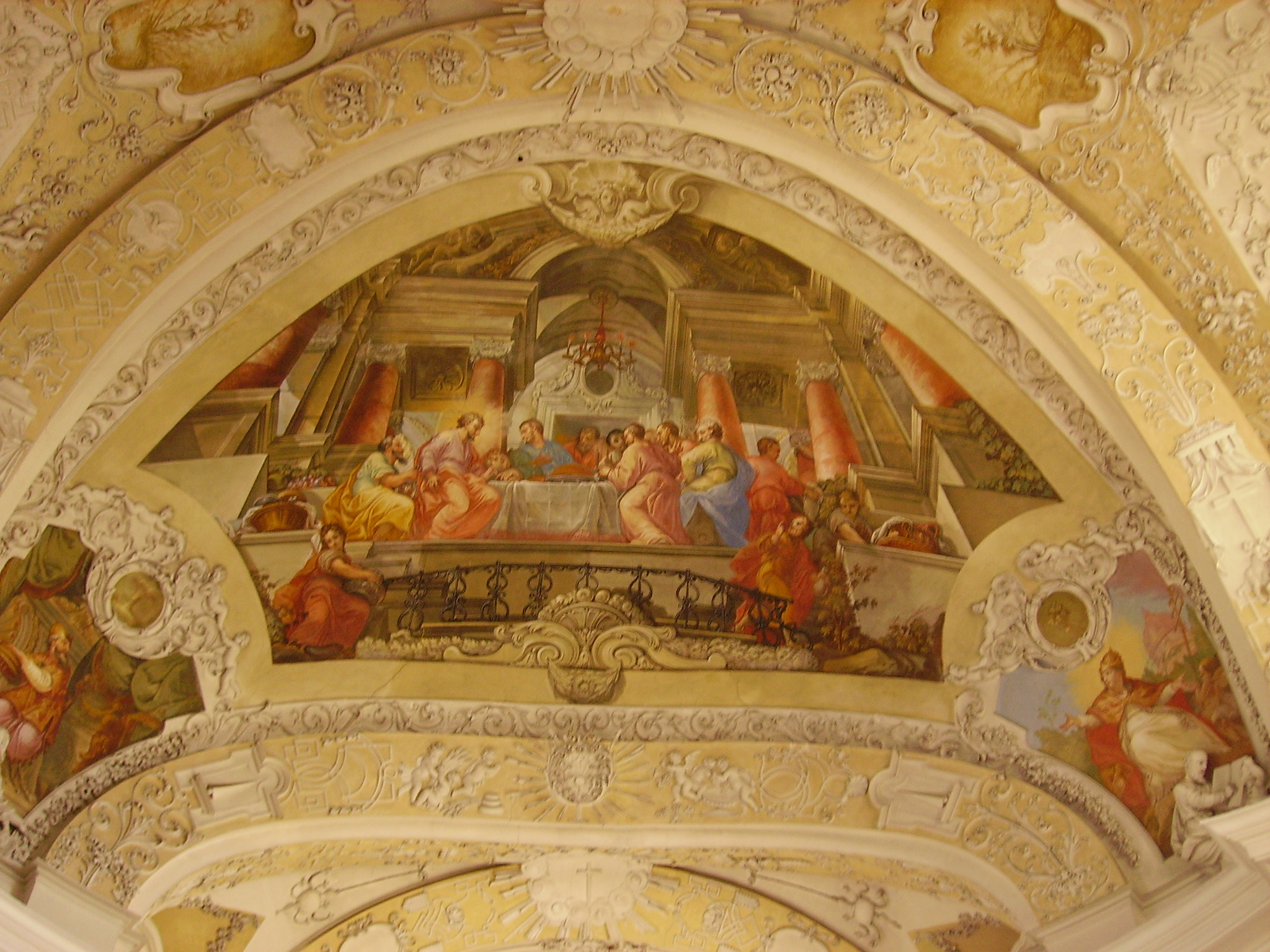
Barockgewölbe mit kurvierten Gurtbögen (Abteikirche Kloster Banz)